# Boeing F4B
Il Boeing P-12 (P per Pursuit e 12 come dodicesimo modello di quella tipologia, secondo il sistema di designazione utilizzato dall'U.S. Army adottato nel 1920), oppure Boeing F4B (F per fighter, 4B per indicare i quarto tipo prodotto dalla Boeing secondo la designazione dell'U.S. Navy), fu un caccia monomotore biplano sviluppato dall'azienda statunitense Boeing alla fine degli anni venti e prodotto sia nella versione terrestre sia imbarcata.
Fu in dotazione ai reparti dell'U.S. Army Air Corps e dell'U.S. Navy negli anni trenta, venendo impiegato in ruoli secondari fino agli inizi della seconda guerra mondiale. Fu l'ultimo caccia biplano costruito dalla Boeing.

## Storia del progetto
Dopo il successo dei modelli precedenti F2B e F3B, la Boeing decise di costruire a proprie spese il prototipo di un caccia di piccole dimensioni, leggero e maneggevole, potenziato da un motore radiale raffreddato ad aria, allo scopo di offrire alle forze armate statunitensi un nuovo aeroplano da caccia capace di surclassare in prestazioni quelli allora in servizio. Nelle intenzioni della ditta, il nuovo caccia avrebbe dovuto sostituire sia le versioni precedenti dei caccia Boeing in servizio nell'U.S. Navy, sia i PW-9 in servizio nella componente aerea dell'esercito statunitense, l'U.S. Army Air Corps.
Facendo tesoro dell'esperienza accumulata nella progettazione e realizzazione di aerei da caccia e utilizzando in maniera più efficiente e accurata componenti e tecnologie già impiegate e ampiamente collaudate, a parità di potenza impiegata, gli ingegneri della Boeing ottennero un aumento considerevole delle prestazioni in quello che doveva diventare il tipico caccia delle forze aeree statunitensi negli anni trenta.
La Boeing costruì, a proprie spese, due prototipi, il Model 83 e il Model 89, a cui l'U.S. Navy, anche se si trattava di modelli realizzati su iniziativa privata, assegnò la designazione XF4B-1, unica per entrambi.

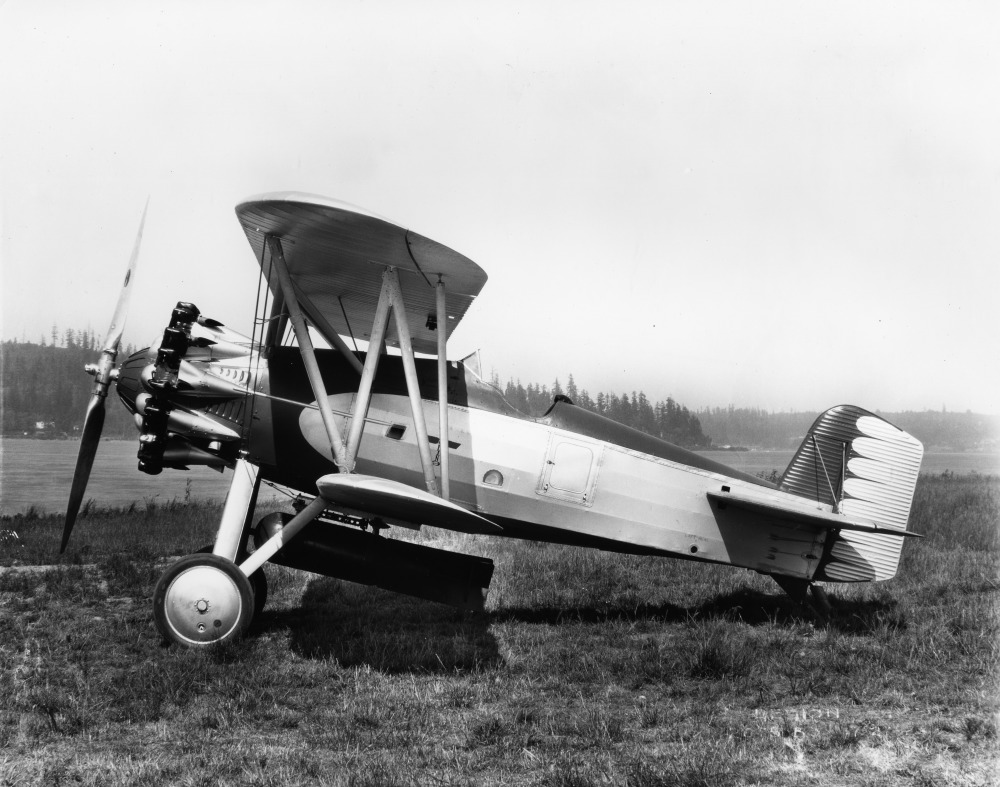
Il prototipo Boeing Model 83.

La fusoliera era metallica, realizzata con una struttura reticolare di aste di alluminio imbullonate, a differenza della struttura in tubi d'acciaio saldati dei precedenti caccia Boeing. In metallo erano anche i piani di coda, rivestiti in lamiera di duralluminio corrugata.
Nel nuovo progetto, la Boeing abbandonò il disegno dell'ala rastremata e con una leggera freccia sul bordo d'attacco, utilizzata fino ad allora, adottando un disegno più semplice, senza freccia, con corda alare costante ed estremità arrotondate.
Le semiali superiori, di maggiori dimensioni (in apertura e corda) rispetto a quelle inferiori, erano disposte rispetto a quest'ultime, leggermente spostate in avanti. La costruzione delle ali era in legno su due longheroni e rivestimento in tela, tranne che per gli alettoni rivestiti in alluminio corrugato. L'apertura alare era di 3 piedi (0,91 m) più corta rispetto a quella del Boeing F3B-1.
L'apparato propulsivo era costituito da un motore radiale Pratt & Whitney R-1340B Wasp, da 450 hp (340 kW). Su entrambi i prototipi fu installata una speciale versione long nose del Pratt & Whitney R-1340B con lo scopo di migliorarne le caratteristiche aerodinamiche. Ben presto però questa versione fu sostituita da quella originale, anche in considerazione del fatto che il guadagno di velocità ottenuto, di 1 miglio all'ora (1,6 km/h), non giustificava la produzione di una versione differente del motore.
L'armamento era costituito da due mitragliatrici sparanti attraverso il disco dell'elica, una calibro 0,30 pollici (7,6 mm) sul lato sinistro e l'altra calibro 0,50 in (12,7 mm) di calibro sul lato destro rispetto all'asse del velivolo. Sotto le semiali inferiori era possibile installare una rastrelliera per carichi di caduta mentre un serbatoio ausiliario da 55 galloni americani (210 L) poteva essere sistemato a richiesta sotto la fusoliera.
I due prototipi erano esternamente identici differenziandosi per le diverse articolazioni delle gambe del carrello e altri dettagli minori. In particolare nel Model 83 il carrello d'atterraggio era costituito da un assale su cui erano calettate le ruote e su cui insisteva una struttura a V, mentre nel Model 89 l'assale era assente e il carrello era del tipo a tripode. Inoltre sul Model 89 era presente un attacco per una bomba da 500 libbre (230 kg), mentre il Model 83 era dotato di un gancio d'arresto per l'uso su portaerei.
Il Model 83 volò per la prima volta il 25 giugno 1928 e fu consegnato all'U.S. Navy un mese dopo, al termine di una prima serie di prove valutative presso la Sand Point Naval Air Station di Seattle.
Il 24 luglio il Model 89 fu spedito per ferrovia al Naval Air Test Centre di Anacostia, Maryland, dove volò per la prima volta il 7 agosto. Successivamente fu consegnato all'Air Corps per le prove di valutazione da parte dei piloti dell'esercito.
L'U.S. Navy valutò positivamente i due prototipi ed entrambi tornarono in ditta per essere convertiti alla configurazione di produzione, incorporando il carrello d'atterraggio e la predisposizione per i carichi di caduta del Model 89 e il gancio d'arresto del Model 83 e ricevendo le matricole A8128 per il Model 89 e A8129 per il Model 83. Identificati dalla ditta come Model 99 e designati dall'U.S. Navy come F4B-1 furono ordinati in ventisette esemplari (serial number A-8130-8156) tutti consegnati tra il 19 giugno e il 22 agosto del 1929.

## Tecnica
riferita al modello F4B-3/P-12E 

### Cellula

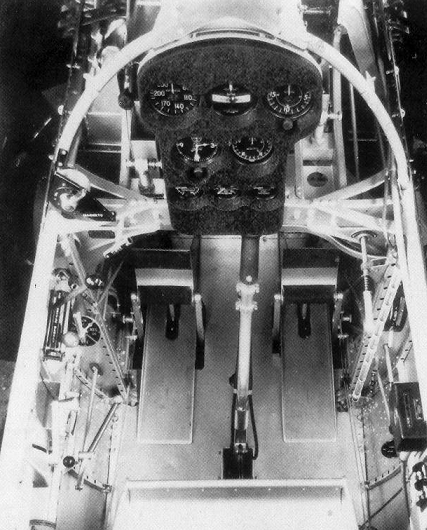
L'abitacolo del Boeing F4B-3.

Il Boeing F4B era un caccia biplano monomotore con carrello fisso e struttura mista (metallo, legno e tela). Tradizionale come disegno, l'aspetto più innovativo del progetto della Boeing era costituito dalla fusoliera che era interamente metallica, dalla versione F4B-3/P-12E, fino al longherone anteriore della semiala inferiore, con una struttura in tubi di acciaio al cromo-molibdeno, mentre il resto era realizzato con una struttura a semiguscio in duralluminio.

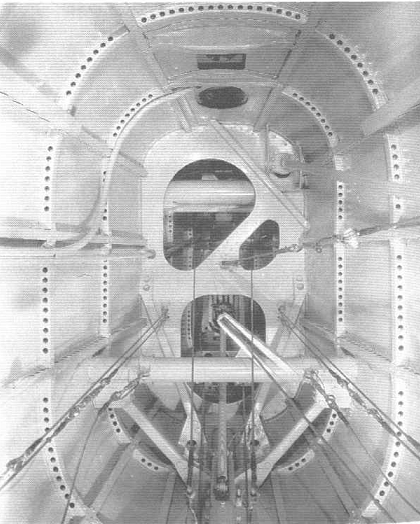
Dettaglio della struttura della fusoliera del Boeing F4B-3.

Nella fusoliera trovavano posto i serbatoi del carburante e dell'olio, l'abitacolo del pilota, di tipo aperto, e gli attacchi per i piani di coda. Questi ultimi erano costruiti interamente in lega leggera con una struttura a rivestimento lavorante in lamiera di duralluminio corrugata.
Il complesso alare, su profili Boeing 106B, aveva l'ala superiore in un sol pezzo con apertura e corda costanti, di superficie maggiore rispetto a quella inferiore. La struttura era lignea, su due longheroni di sezione rettangolare con solette in abete e anima in mogano. Facevano eccezione gli alettoni, realizzati in lega leggera e rivestiti in lamiera di duralluminio corrugata. Gli alettoni erano presenti solo sull'ala superiore, azionati da una leveraggio di aste rigide e cerniere.
L'ala inferiore composta da due semiali collegate alla fusoliera nella parte inferiore mediante appositi attacchi alari. Due montanti a N in profilati vincolavano il tronco centrale dell'ala superiore alla fusoliera, mentre due coppie di montanti interalari a N collegavano tra loro le ali superiori e inferiori.

### Motori
L'apparato propulsivo era costituito da un radiale a nove cilindri (su singola stella) Pratt & Withney R-1340-16 Wasp da 550 hp (410 kW).

### Armamento
L'armamento comprendeva due mitragliatrici sparanti attraverso il disco dell'elica, da 0,30 pollici (7,6 mm). Una delle due, quella su lato destro, poteva essere sostituita da una mitragliatrice da 0,50 pollici (12,7 mm).
Gli F4B della U.S. Navy disponevano di attacchi sub-alari per dieci bombe da 24 libbre (11 kg) o due bombe tipo M-3 da 116 lb (53 kg). In alternativa sotto la fusoliera poteva essere installata una bomba da 500 lb (230 kg).

## Impiego operativo

### Cina
Durante i combattimenti svoltisi nel corso della guerra di Shanghai del 1932, nove anni prima di Pearl Harbor, il Boeing Model 218 condotto dal pilota statunitense Robert McCawley Short, sottotenente della U.S. Reserve, in Cina per conto della Boeing, fu protagonista del primo combattimento aereo tra un pilota statunitense a bordo di un aereo da caccia di costruzione statunitense e un aereo da caccia della Marina imperiale giapponese.
Il 22 febbraio 1932, durante il volo di trasferimento dalla base di Nanchino, divenuta troppo esposta agli attacchi giapponesi, e l'aeroporto di Hangchow, Short intercettò sopra Suzhou, una formazione di tre bombardieri Mitsubishi B1M3 scortati da tre caccia Nakajima A1N, decollati dalla portaerei Hosho. Nonostante l'inferiorità numerica, Short decise di attaccare riuscendo a colpire il bombardiere del capo formazione, uccidendone il navigatore e comandante Tai-i (tenente) Kotani e ferendo gravemente il mitragliere.
Prima che potesse reiterare l'attacco, Short veniva a sua volta raggiunto e mitragliato dai caccia di scorta. Ferito mortalmente, Short precipitò con il suo aereo in un canale nei pressi del villaggio di Gaodian, a sudest di Suzhou. Short ricevette postumo, dalle autorità cinesi, il grado di colonnello dell'aeronautica militare cinese.

### Brasile
Tra il settembre e l'ottobre del 1932, il Brasile ricevette quattordici F4B-4 prelevati direttamente dalla linea di produzione per l'U.S. Navy. Gli esemplari consegnati furono denavalizzati e identificati dalla Boeing come Model 256 oppure '1932'. A questo ordine ne seguì un altro per ulteriori nove esemplari identificati come Model 267, con fusoliera, piani di coda e carrello del Boeing F4B-3 e superfici alari del P-12E. Le consegne all'aeronautica brasiliana terminarono il 21 febbraio del 1933.

### Giappone
Il quarto esemplare del Model 100, codici NX874H (numero di costruzione 1145) dopo l'utilizzo da parte della Boeing come dimostratore e banco prova volante, fu venduto al Giappone alla Mitsui Co. Insieme con un esemplare del Boeing Model 69-B, importato nel 1928, fu mostrato a personalità del mondo industriale e militare giapponese a testimonianza del livello tecnologico raggiunto dagli Stati Uniti d'America nel campo dell'aviazione navale. La Nakajima ispirandosi al caccia della Boeing, incominciò come iniziativa privata, lo sviluppo di quello che sarebbe poi entrato in produzione come Nakajima A2N Type 90, costruito in cento esemplari tra il 1932 e il 1936.

### Classificazione degli aerei imbarcati
Nel 1924 l'US Navy procedette ad una standardizzazione nella classificazione degli aerei imbarcati.
Sulla fusoliera dei velivoli furono dipinte tre sigle alfanumeriche:
- la prima (una cifra) designava lo squadron;
- la seconda, l'impiego (F come Fighter, B come Bomber, T come Torpedo, ecc.);
- il terzo carattere (una cifra) il numero individuale dell'aereo nell'ambito dello squadron.

Ogni squadron era suddiviso in sei sezioni di tre aerei ciascuna: i numeri individuali 1, 2 e 3 indicavano la prima sezione, 4,5,6 la seconda e così via.
Ogni sezione aveva assegnato un colore che le distingueva.
Il velivolo del capo sezione aveva il cofano motore interamente dipinto e una fascia del medesimo colore dipinta in fusoliera subito dietro il posto di pilotaggio. Il velivolo del secondo componente la sezione aveva il cofano motore colorato solo nella metà superiore, quello del terzo quella inferiore. I piani di coda orizzontali e verticali erano dipinti con un colore che indicava la portaerei di appartenenza.
Inizialmente ogni portaerei aveva più colori (la Lexington il giallo e il verde, la Ranger, il giallo, il blu e il verde).
Successivamente ogni portaerei della flotta ebbe solamente un solo colore:
- USS Lexington (CV-2), colore giallo;
- USS Saratoga (CV-3), bianco;
- USS Ranger (CV-4), verde;
- USS Yorktown (CV-5), rosso;
- USS Enterprise (CV-6), blu;
- USS Wasp (CV-7), nero.

#### U.S. Navy
I primi F4B-1 furono consegnati agli squadron VB-1B e VF-2B.
Successivamente, tra gennaio e maggio 1931, le prime unità a ricevere gli F4B-2 furono gli squadron VF-6B imbarcato sulla USS Saratoga (CV-3) e VF-5B imbarcato sulla USS Lexington (CV-2), mentre gli squadron VF-1B  e VF-3B (USS Saratoga) e alcuni reparti del Marine Corps, furono equipaggiati con gli F4B-3.

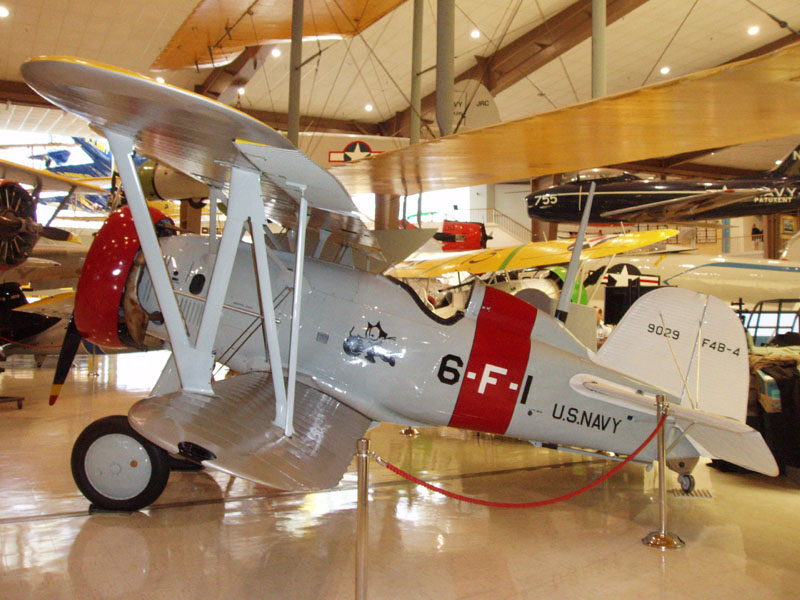
F4B-4 del VF-6 Felix the Cat imbarcato sulla.

Settanta F4B-4 furono utilizzati dall'U.S. Navy e ventinove dal Marine Corps. Gli aerei del Marine Corps furono distribuiti ai reparti VF-10M e al VF-9M di stanza a Quantico. Gli F4B-4 dell'U.S. Navy equipaggiarono sette squadron, così distribuiti:
| Squadron  | Periodo di servizio         | Portaerei o base      |
| --------- | --------------------------- | --------------------- |
| VB-5      | novembre 1934 - giugno 1935 | USS Ranger            |
| VB-5      | novembre 1935 - giugno 1937 | USS Lexington         |
| poi VB-2  | luglio 1937 - novembre 1937 | USS Lexington         |
| VF-2      | novembre 1934 - giugno 1936 | USS Lexington         |
| VF-6      | ottobre 1932 - luglio 1937  | USS Saratoga          |
| VF-3      | ottobre 1932 - giugno 1934  | USS Langley           |
| VF-3      | Novembre 1934 - giugno 1935 | USS Ranger            |
| VF-1      | aprile 1935 - giugno 1936   | USS Langley           |
| VF-8      | giugno 1937                 | USS Enterprise        |
| poi VF-6  | giugno 1937 - novembre 1937 | USS Enterprise        |
| VF-10M    | luglio 1932 - 1933          | San Diego, California |
| poi VB-4M | 1933 - 1935                 | San Diego, California |
| VF-9M     | dal 1932 al 1938            | Quantico, Virgina     |

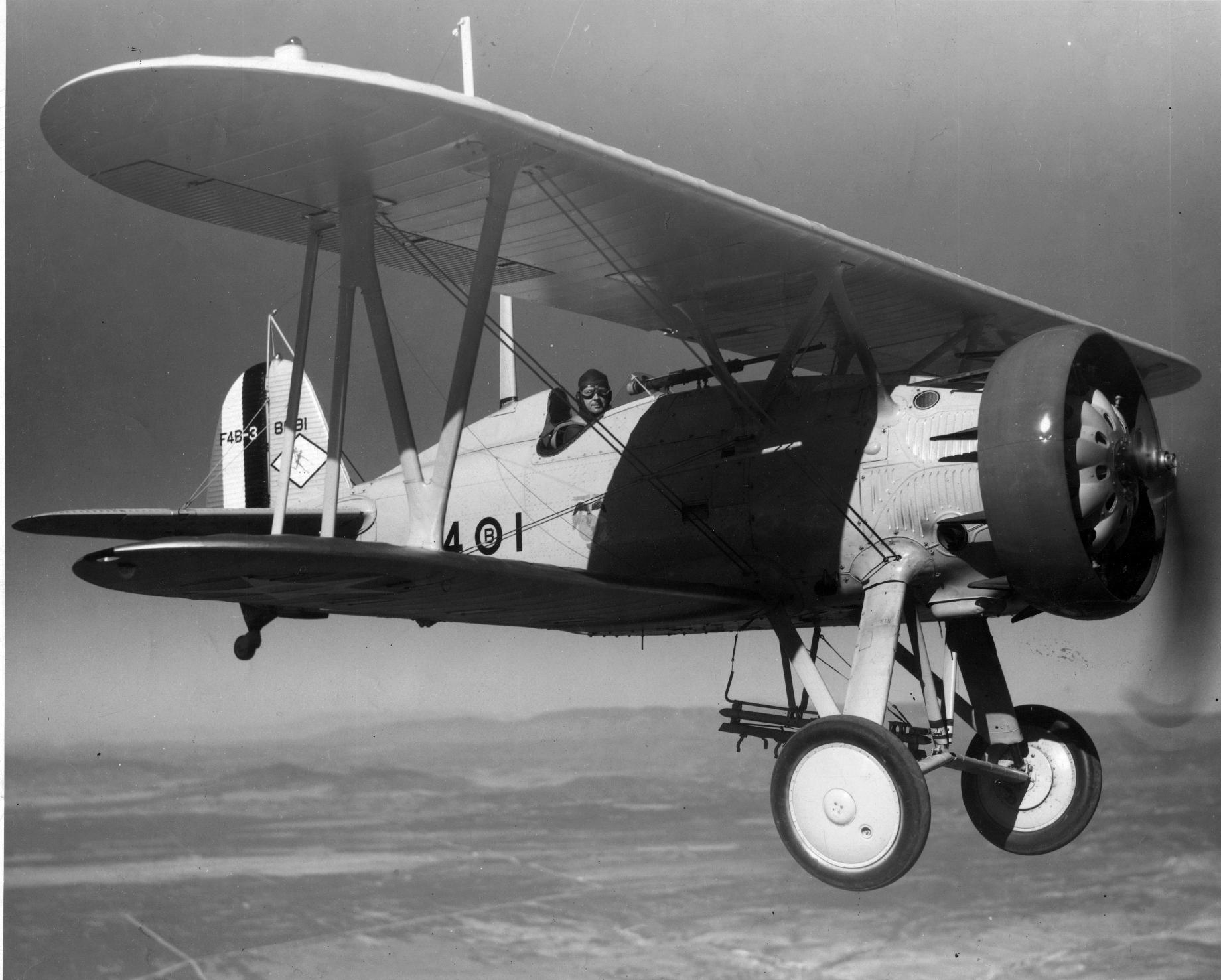
Boeing F4B-4, squadron VB4-4M.

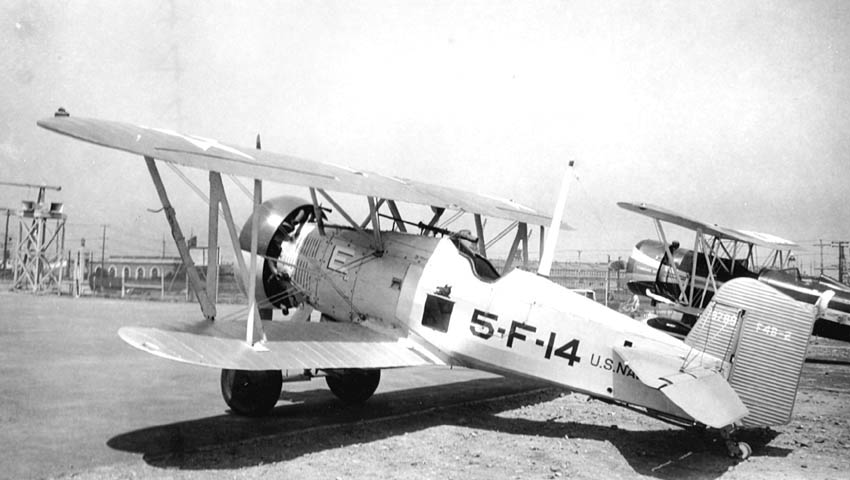
F4B-2 dello squadron VF-5B, 1933.

Gli F4B-3/4 rappresentarono la prima linea della U.S. Navy per gran parte degli anni 30. A differenza del P-12E, che fu l'ultimo biplano a servire nell'U.S. Army, i successori della versione navale del caccia Boeing furono ancora dei biplani, i Grumman F2F, il F3F e il Curtiss SBC Helldiver, fino quando questa formula costruttiva fu definitivamente abbandonata anche dalla Marina statunitense con l'avvento dei primi caccia monoplani imbarcati, come il Brewster F2A Buffalo. Comunque l'F4B continuò il suo servizio fino agli inizi della seconda guerra mondiale come addestratore o relegato a compiti di seconda linea nella riserva.
Molti F4B furono utilizzati come droni bersaglio per l'addestramento dei mitraglieri della flotta. Come drone furono utilizzati anche dodici P-12E ex-Army che ricevettero la designazione F4B-4A.

#### U.S. Army Air Corps
Il P-12 vide un ampio utilizzo nell'USAAC sia nei reparti basati sul continente come il 1st, l'8th, il 17th e il 20th Pursuit Group, sia in quelli dislocati al di fuori degli Stati Uniti d'America come la zona del Canale di Panama con il 16th Pursuit Group, le Hawaii con il 5th Composite Group e le Filippine con il 3rd Pursuit Squadron. Quando il P-12 entrò in servizio fu il caccia capace di raggiungere la quota di tangenza più alta fra tutti i caccia allora in uso nell'U.S. Army.
Il 13 dicembre 1929 il 2nd Lt Norman H. Ives del 95th Pursuit Squadron riuscì a conquistare il record di altitudine per aerei militari raggiungendo la quota di 30 000 piedi (9 100 m) a pieno carico, presto superato dal suo collega di reparto, il 2nd Lt George E. Price che raggiunse i 31 200 piedi (9 500 m).

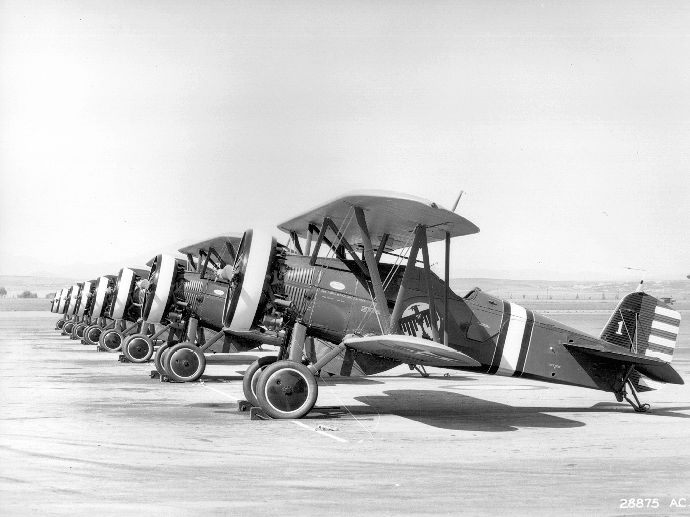
Schieramento di P-12 del 17th Pursuit Squadron, March Field, 1932.

Nel 1932 alla fine del piano di espansione quinquennale, il caccia Boeing nelle versioni P-12E e P-12F rappresentava due dei tre modelli di caccia considerati di prima linea dall'USAAC, insieme con il Curtiss P-6E.

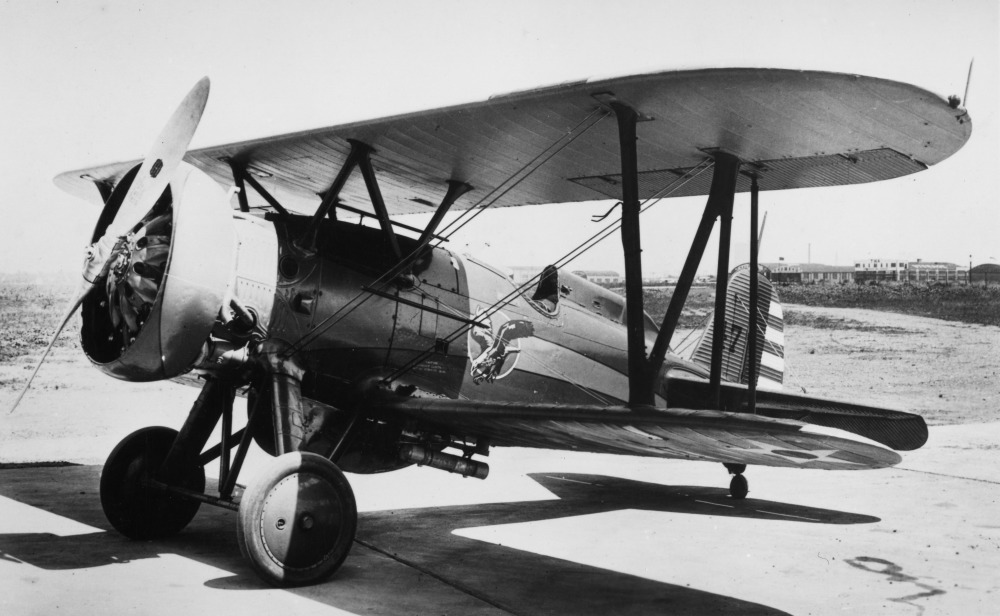
P-12E del 27th Pursuit Squadron.

Comunque la formula biplana incominciava a mostrare tutta la sua obsolescenza tecnologica. Durante le esercitazioni militari del 1933, i P-12 non riuscirono a intercettare una formazione di bombardieri monoplani Douglas B-7 decisamente più veloci.
Con l'immissione in servizio dei primi Boeing P-26 nel corso del 1935, i P-12E e -F dell'USAAC furono relegati a compiti secondari, venendo definitivamente messi a terra nel 1941 e assegnati alle scuole specialisti. Ventitré furono ceduti all'U.S. Navy per essere utilizzati come droni, con la designazione F4B-4A.

### Thailandia
La Thailandia ricevette due Boeing Model 100E, come fu designata la versione da esportazione del P-12E, non potendo la ditta, a causa delle restrizioni imposte dal governo americano per le esportazioni di materiali in produzione per l'esercito, utilizzare come designazione Model 234. Entrambi gli esemplari (numero di costruzione 1487, 1488) furono consegnati il 10 novembre 1931. L'ultimo esemplare sopravvissuto si trova attualmente in mostra al Royal Thai Air Force Museum di Bangkok.

## Versioni
Fonte Boeing P-12,F4B, Aero Publisher Inc., 1966
| Designazione | Modello Boeing | Prodotti | Note                                                              |
| ------------ | -------------- | -------- | ----------------------------------------------------------------- |
| XF4B-1       | 83             | 1        |                                                                   |
| XF4B-1       | 89             | 1        |                                                                   |
| F4B-1        | 99             | 27       |                                                                   |
| 100          | 100            | 4        | Versioni civili dei Model 83 e 89. Uno venduto al Giappone        |
| 100A         | 100A           | 1        |                                                                   |
| 100E         | 100E           | 4        | Versione da esportazione del P-100E per la Thailandia             |
| 100F         | 100F           | 4        | P-12F civile usato dalla Pratt & Whitney come banco prova volante |
| XP-12A       | 101            | 1        |                                                                   |
| P-12         | 102            | 9        |                                                                   |
| P-12B        | 102B           | 90       |                                                                   |
| XP-925       | 218            | 1        |                                                                   |
| P-12C        | 222            | 96       |                                                                   |
| P-12D        | 227            | 35       |                                                                   |
| P-12E        | 234            | 110      |                                                                   |
| P-12F        | 251            | 25       |                                                                   |
| F4B-2        | 223            | 46       |                                                                   |
| F4B-3        | 235            | 21       |                                                                   |
| F4B-4        | 235            | 92       |                                                                   |
| Model 256    | 256            | 14       | F4B-4 venduti al Brasile                                          |
| Model 267    | 267            | 9        | Versione con fusoliera F4B-3 e ali P-12E. Venduti al Brasile      |

### Varianti militari
F4B-1, -1A (Model 99)
In questa versione il motore era privo di cappottatura, ma ciascun cilindro era carenato singolarmente. Successivamente, dopo l'entrata in servizio, le singole carenature furono tutte rimosse e sostituite da una carenatura ad anello Townend in grado di convogliare l'aria necessaria al raffreddamento della stella di cilindri. Il peso totale crebbe a 2 724 libbre (1 236 kg) e la velocità massima si ridusse a 166 miglia all'ora (267 km/h).
Un esemplare, numero di serie 8133, privato dell'armamento e designato F4B-1A (A per Unarmed) fu utilizzato come aereo personale da Davis S. Ingalls, asso dell'U.S. Navy della prima guerra mondiale, durante il periodo in cui ebbe l'incarico di Assistant Secretary of the Navy.
P-12 (Model 102)
Il 7 novembre del 1928 dopo l'esito favorevole dei voli di collaudo da parte dei piloti dell'Army Air Corps sul secondo prototipo XF4B-1 (Model 89) sulla base di Bolling Field la Boeing ricevette un contratto per la fornitura di dieci P-12, secondo la designazione dell'Air Corps (numero di serie 29-353 a 29-362).
I P-12 di produzione erano simili agli F4B-1 navali, naturalmente privati del gancio di arresto e di altri equipaggiamenti tipici dell'impiego in ambiente marino. Nel febbraio del 1929 il primo P-12 uscito dalle linee di produzione fu consegnato all'allora capitano e futuro comandante della Eighth Air Force, Ira C. Eaker. Battezzato Pan America e privo di insegne di nazionalità, fu utilizzato da Eaker per un volo inaugurale in America centrale. L'ultimo esemplare di P-12 fu consegnato il 26 aprile 1929. Gli esemplari prodotti entrarono in servizio con il 95th Pursuit Squadron sulla base di Rockwell Field, in California.
XP-12A (Model 101)

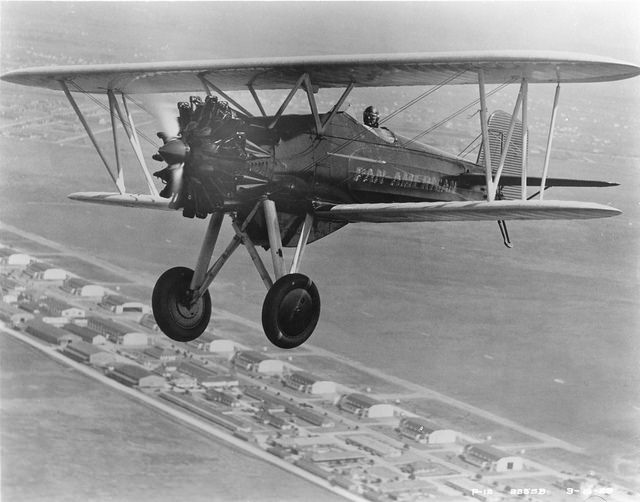
Boeing P-12 Pan America.

L'ultimo P-12 della iniziale linea di produzione (serial number 29-362) fu consegnato come XP-12A (Model 101). Esso incorporava varie modifiche scaturite dall'esperienza fatta dai piloti dell'Army Air Corps. Introduceva alettoni tipo Frise, con la linea di cerniera disposta parallelamente al longherone posteriore, un carrello d'atterraggio più corto, un nuovo disegno dei timoni di profondità e del pattino di coda, la cappottatura del motore di tipo NACA. Gli effetti di tali modifiche sulle prestazioni del caccia Boeing non poterono essere valutati appieno perché l'XP-12A andò distrutto in un incidente di volo il 18 maggio del 1929 dopo solo quattro ore di attività.
P-12B (Model 102B)
La successiva versione per l'esercito fu la P-12B. Introduceva le modifiche tecniche, come alettoni tipo Frise e i nuovi piani di coda, già sperimentate sull'XP-12A. Fu anche la prima a essere prodotta in quantità significative. L'ordine iniziale, emesso il 10 giugno 1929, fu per novanta P-12B le cui consegne incominciarono dal maggio dell'anno successivo (numeri di serie 29-329/341,29-433/450,30-29/87).
Le carenature dietro i cilindri furono rimosse per migliorare il raffreddamento degli stessi e sostituite più tardi, da una carenatura ad anello Townend. Fu adottato il timone verticale ingrandito della versione P-12E.
XP-12G
Il primo P-12B di serie fu convertito dall'esercito in XP-12G con l'installazione dei motori sperimentali P&W Y1SR-1340G e H dotato di turbocompressore e utilizzato come banco prova volante. Dopo le prove l'esemplare fu riconvertito nella configurazione standard P-12B.
P-12C (Model 222)
Il P-12C fu la prima serie produttiva a incorporare definitivamente l'anello Townend di carenatura del motore e a introdurre la configurazione del carrello principale tipica del Model 83. Furono introdotte le luci di posizione alle estremità alari per facilitare il volo in formazione notturno. L'apparato propulsivo era costituito da un radiale P&W R-1340-9 che garantiva una potenza di 450 cavalli vapore britannici (340 kW) a 8 000 piedi (2 400 m). L'U.S. Army passò alla Boeing un ordine per centotrentuno P-12C il 2 giugno 1930, ma ne furono completati solo novantasei perché gli ultimi trentacinque della serie uscirono dalle catene di montaggio come P-12D. Le consegne ai reparti del P-12C terminarono nel febbraio del 1931 (numeri di serie 31-147/242).
F4B-2 (Model 223)
L'F4B-2 fu l'equivalente per l'U.S. Navy della versione P-12C. Applicava tutte le modifiche tecniche già introdotte nel P-12C e fu la prima versione a sostituire il pattino posteriore con un ruotino orientabile. Naturalmente era anche presente un gancio di arresto per le operazioni sulle portaerei della flotta. L'impiego navale comportò necessariamente l'irrobustimento della parte posteriore della fusoliera per meglio assorbire i carichi dovuti agli appontaggi.
L'ordine dell'U.S. Navy fu di quarantasei F4B-2 (numeri di serie 86113/8639, 8791/8809) e le consegne incominciarono ai primi di gennaio del 1931, completandosi nel maggio dello stesso anno. Le prime unità operative a ricevere i nuovi caccia furono gli squadron VF-5B imbarcato sulla USS Lexington e VF-6B imbarcato sulla USS Saratoga. Anche gli F4B-2 furono modificati, nell'ultimo periodo della loro vita operativa, adottando il timone verticale di maggiori dimensioni della versione F4B-4.
P-12D (Model 227)
Dell'originale commessa di centotrentasei P-12C, gli ultimi trentacinque esemplari furono completati come P-12D. Esternamente identici ai P-12C, adottavano un motore P&W R-1340-17 Wasp da 525 cavalli vapore britannici (391 kW) e una diversa dislocazione della strumentazione e degli equipaggiamenti interni.
Il volo del primo P-12D avvenne il 2 marzo 1931. Come per le altre versioni, anche gli esemplari di P-12D furono retrofittati con i piani di coda maggiorati del P-12E. Un P-12D fu equipaggiato con il motore radiale sovralimentato XGISR-1340E e designato XP-12H. Dopo il completamento delle prove con il nuovo motore, lo XP-12H fu riconvertito allo standard P-12D di serie e reimmesso in servizio nel giugno del 1932.
P-12E/F/K (Model 234)

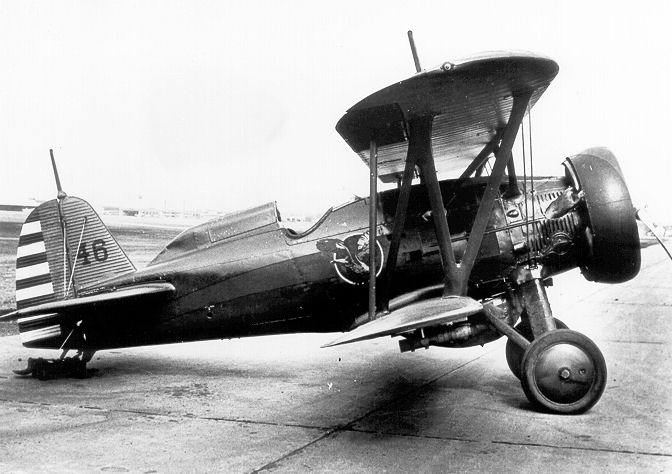
Boeing-P-12E-32-46 27th Fighter Squadron 1933.

Il P-12E fu la versione di produzione del Boeing Model 218, un velivolo sperimentale con la fusoliera costruita con una struttura a semiguscio in lega leggera. Subito dietro l'abitacolo del pilota era installata una struttura di protezione in caso di capovolgimento raccordata alla parte superiore della fusoliera. Nello spazio ricavato all'interno della carenatura, trovava posto un gonfiabile di emergenza, precedentemente installato nelle semiali inferiori. Il motore installato era il P&W R-1340-17 da 500 cavalli vapore britannici (370 kW) a 8 000 piedi (2 400 m).
Dopo l'esito positivo delle prove di valutazione, l'U.S. Army emise un l'ordine per centotrentacinque P-12E. Il prototipo Model 218, che aveva assunto la designazione militare di XP-925 fu venduto alla Cina. L'aspetto esteriore del piccolo caccia Boeing fu ulteriormente alterato con l'introduzione del cosiddetto Panama Kit Conversion, specificatamente realizzato per i velivoli destinati a operare dalla base aerea di France Field nella zona del Canale di Panama, i quali erano impegnati in lunghi voli di pattugliamento sul mare. La carenatura del poggiatesta fu estesa ulteriormente fino alla deriva verticale. Nello spazio ottenuto fu installato un battellino di salvataggio monoposto.
Dei centotrentacinque P-12E ordinati, ne furono costruiti in questa versione solo centodieci (numeri di serie 31-553/586,32-1/76), molti dei quali utilizzati per tutta una serie di sviluppi sperimentali con l'adozione di diversi gruppi motopropulsori. Una cellula fu modificata per ricevere un Pratt & Whitney R-1340-23 con una potenza erogata di 575 cavalli vapore britannici (429 kW) e designato P-12J.
Successivamente lo stesso esemplare, il prototipo XP-12E e cinque esemplari di P-12E ricevettero l'installazione di un P&W R-1340-17 equipaggiato con un dispositivo d'iniezione del carburante TypeG2. Tutti questi aerei furono designati YP-12K. Uno degli YP-12K fu modificato con l'adozione di un turbocompressore Type F7 e designato XP-12L4. Le ultime venticinque cellule del contratto originale P-12E furono completate come P-12F.
I Boeing P-12F differivano dai modelli precedenti per l'adozione di un Pratt & Whitney R-1340-19 capace di erogare una potenza di 600 cavalli vapore britannici (450 kW) al decollo e 500 cavalli vapore britannici (370 kW) a 11 000 piedi (3 400 m). L'adozione del nuovo motore comportò anche la realizzazione di un unico collettore per i gas di scarico. Gli ultimi dieci P-12E adottarono un ruotino di coda orientabile. Queste ultime modifiche comunque comparvero retroattivamente su tutti i modelli di P-12E e P-12F ancora presenti nell'inventario nell'U.S. Army. L'ultimo P-12F vide l'adozione sperimentale di un abitacolo chiuso da una cappottina scorrevole.
F4B-3 (Model 235)

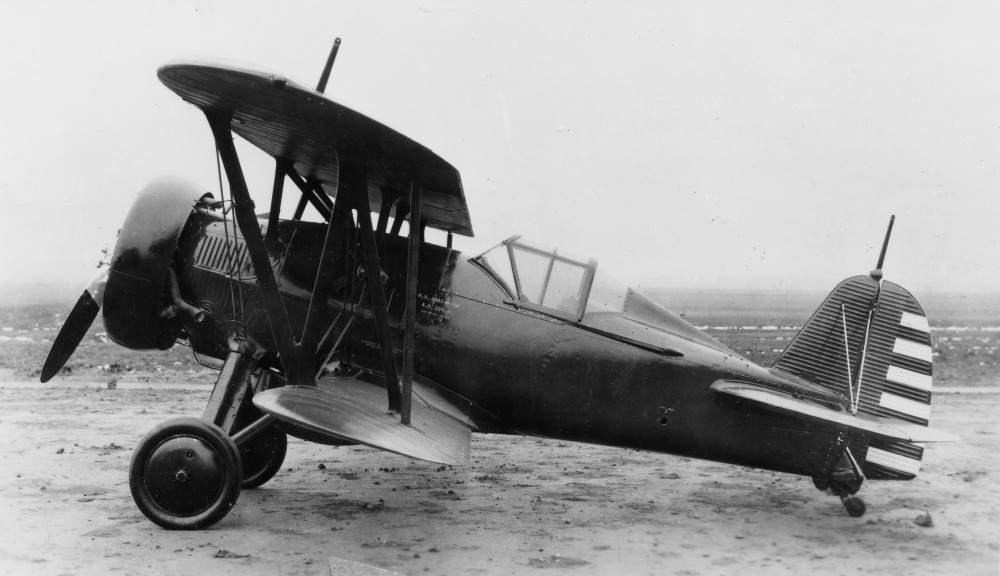
L'esemplare di P-12F con l'adozione sperimentale di un abitacolo chiuso.

Fu la variante navalizzata del P-12E. La fusoliera era interamente metallica, realizzata con una struttura a semiguscio, con i piani verticali di coda di nuovo disegno e la carenatura posteriore dell'abitacolo estesa fino alla radice del timone verticale. Inoltre erano presenti un ruotino di coda orientabile e il gancio d'arresto.
L'U.S. Navy ordinò un totale di centoventisette F4B-3 (numero di serie 8891/8911). Di questi solo ventuno furono completati allo standard F4B-3. Quattordici furono infatti completati come Model 256, la versione da esportazione dello F4B-3, e venduti alla Forza Aerea brasiliana. Il primo reparto a ricevere, negli ultimi mesi del 1931, gli F4B-3 fu lo VF-1B imbarcato sulla USS Saratoga.
F4B-4 (Model 235)

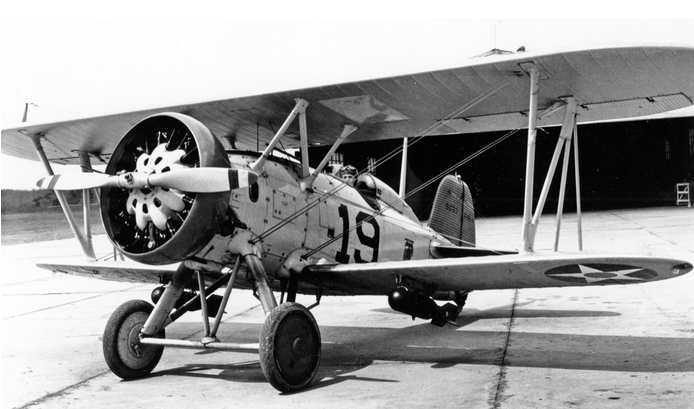
Boeing F4B-4, squadron VF-10M del Corpo dei Marines, Quantico, 1934.

L'F4B-4 era identico alla versione F4B-3 con l'eccezione dei piani di coda verticali ingranditi per migliorare stabilità e controllo del velivolo e della presenza della struttura di protezione alle spalle del pilota che racchiudeva un battellino di salvataggio che conferiva al profilo dell'F4B-4 la caratteristica "gobba". Il motore era il Pratt & Whitney R-1340-16 da 550 cavalli vapore britannici (410 kW). Anche l'armamento restava quello standard, mentre era possibile installare attacchi subalari per bombe fino a 125 libbre (57 kg). Settanta esemplari furono consegnati alla U.S. Navy e ventuno al Corpo dei Marines (numero di serie 8912/8920, 9009/9053, 9226/9263). Un esemplare, numero di serie 9719, fu assemblato direttamente dal Corpo dei Marines con parti di ricambio fornite dalla ditta costruttrice.

### Varianti civili e da esportazione
Model 100

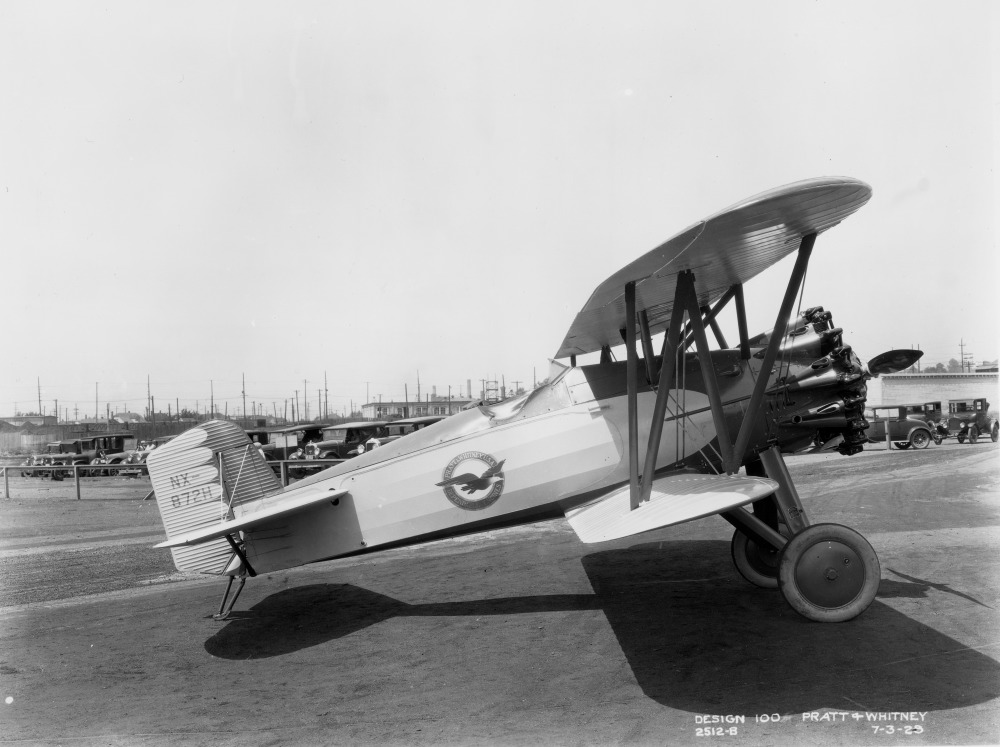
Il Boeing Model 100, NX872H.

La Model 100 fu la versione commerciale e da esportazione prodotta in quattro esemplari.
La differenza rispetto alla versione militare F4B-1, consisteva nell'installazione di un serbatoio supplementare nella sezione centrale dell'ala superiore e nella rimozione di ogni equipaggiamento militare.
Gli esemplari prodotti furono consegnati, nel corso del 1929 al Bureau of Air Commerce (ora Federal Aviation Agency) con la matricola NS21, alla Pratt & Withney, matricola NX872H, che lo utilizzò come banco prova volante, mentre gli ultimi due esemplari (matricole NX873H e NX874H) restarono di proprietà della Boeing, che li impiegò come dimostratori o velivoli di prova.
Del Model 100, fu prodotta anche una speciale versione biposto, la Model 100A su apposita richiesta dell'imprenditore statunitense Howard Hughes. Il Model 100A fu più volte modificato da Hughes con l'installazione di una cappottatura NACA, di ruote carenate e di un impennaggio verticale di dimensioni maggiorate, terminando la sua carriera nel 1957.
Model 100E
Costruito in due esemplari (numero di costruzione 1487-1488), fu la versione da esportazione del P-12E. Venduti alla Thailandia, furono consegnati il 10 novembre 1931.
Model 100F
Fu la versione commerciale del P-12F, consegnato alla Pratt & Withney per essere utilizzato come banco prova volante.
Model 218

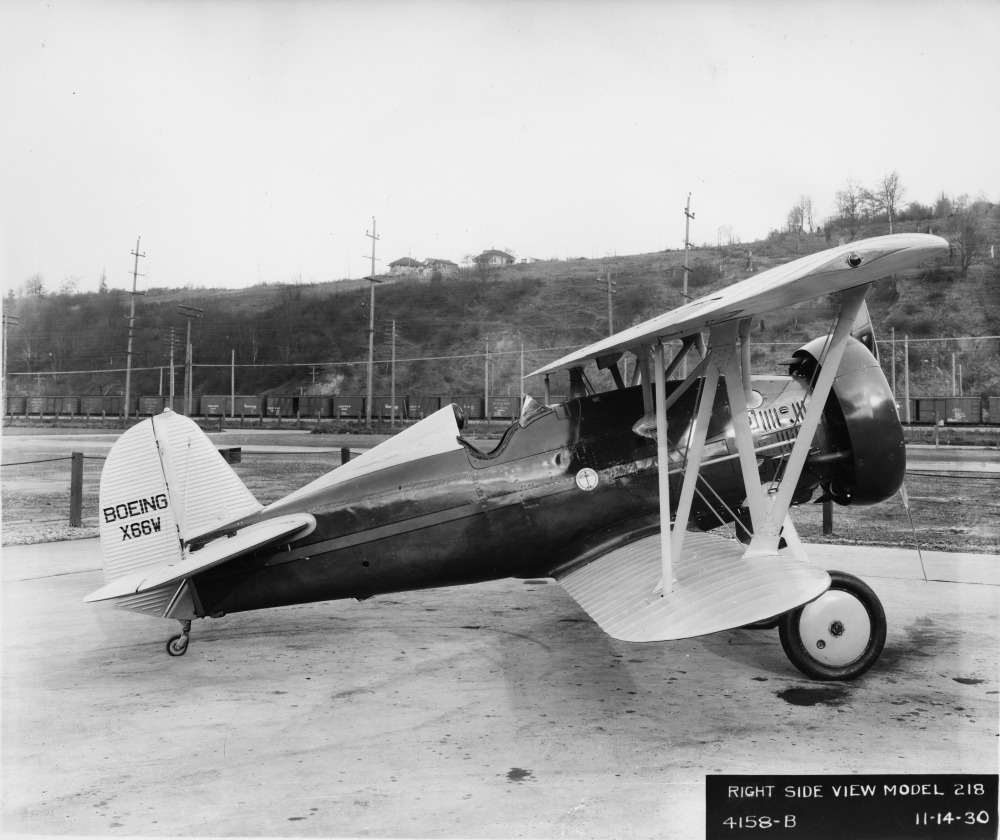
IL Boeing Model 218, NX66W.

Ne fu costruito un solo esemplare (numero di costruzione 1260) che fece il suo primo volo il 29 settembre 1930. Era essenzialmente un P-12B, con la fusoliera realizzata secondo la tecnica delle strutture a guscio e costituì il prototipo per le versioni militari P-12E e F4B-3. Dopo i test di valutazione con l'US Army, fu venduto, con la registrazione civile X-66W, all'aeronautica cinese nel 1932. Fu protagonista di un breve combattimento aereo sopra Shanghai dove andò perduto.
Model 256
Fu la designazione con cui la Boeing identificò la serie di quattordici esemplari venduti al Brasile nel 1932.
Model 267
Al primo ordine per l'aeronautica brasiliana ne seguì subito un altro per ulteriori nove esemplari identificati come Model 267.

## Utilizzatori
Brasile
- Força Aérea Brasileira

 Cina
- Zhōnghuá Mínguó Kōngjūn

 Giappone
- Dai-Nippon Teikoku Kaigun Kōkū Hombu

 Stati Uniti
- United States Army Air Corps
- United States Navy

 Thailandia
- Royal Thai Air Force

## Esemplari attualmente esistenti

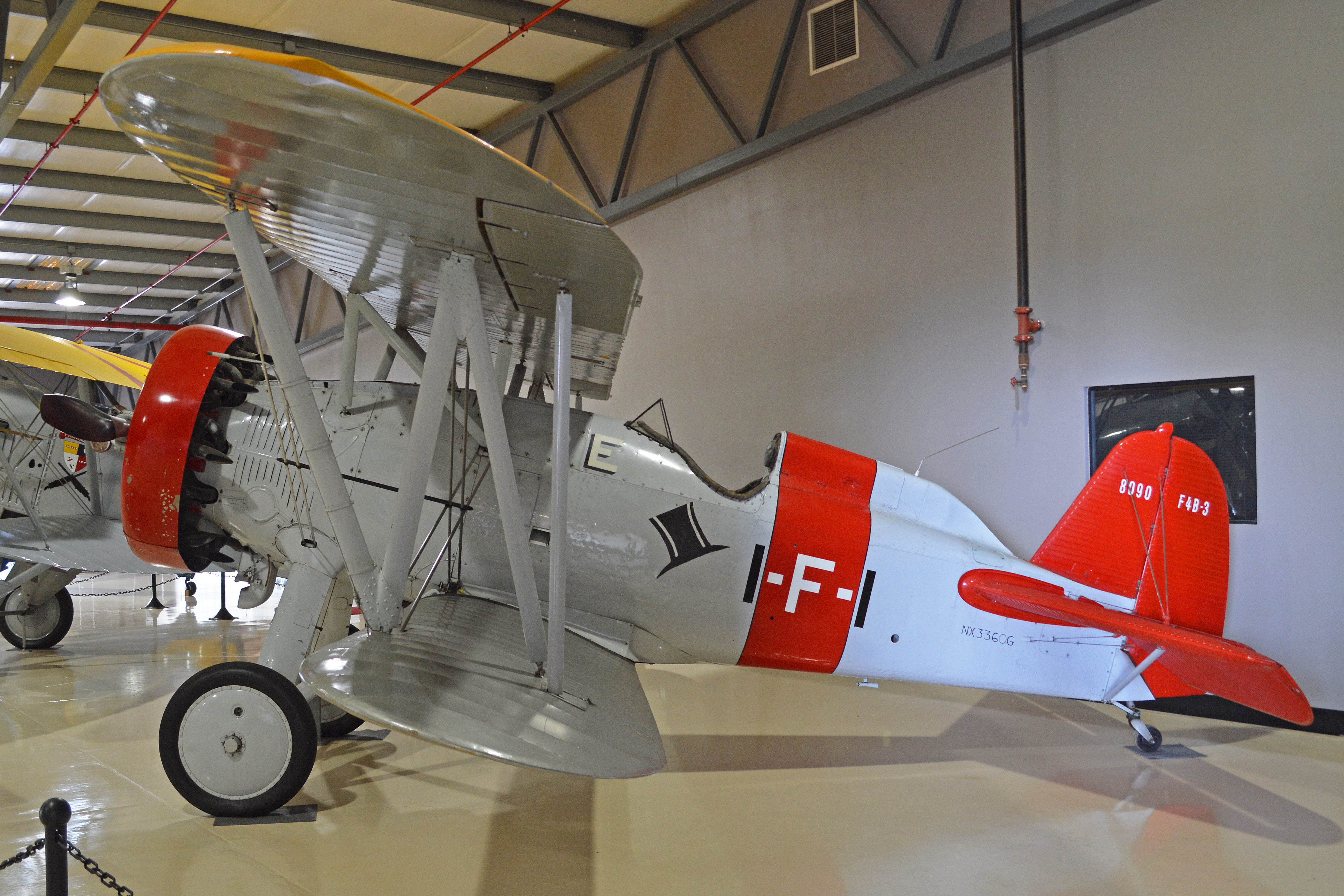
Boeing P-12E in mostra al Planes of Fame Air Museum con le insegne dello VF-1B.

- P-12E, numero di costruzione 1488, conservato ed esposto nel National Museum of the United States Air Force nella Wright-Patterson Air Force Base nei pressi di Dayton, Ohio con le insegne del 6th Pursuit Squadron operante nelle Hawaii durante gli anni 30.[27]

- P-12E, numero di costruzione 1512, in mostra statica nel Planes of Fame Air Museum in Chino (California). Il velivolo in mostra è dipinto con le insegne di un F4B-1 dello squadron VF-1B High Hats codice F-1-F.[28]
- P-12F in mostra al National Naval Aviation Museum di Pensacola (Florida). Il velivolo è stato restaurato come F4B-4 e ha ricevuto le insegne dello squadron VF-6 Felix the Cat, codice 6-F-1, imbarcato sulla USS Saratoga nel periodo 1932-1936.[29]

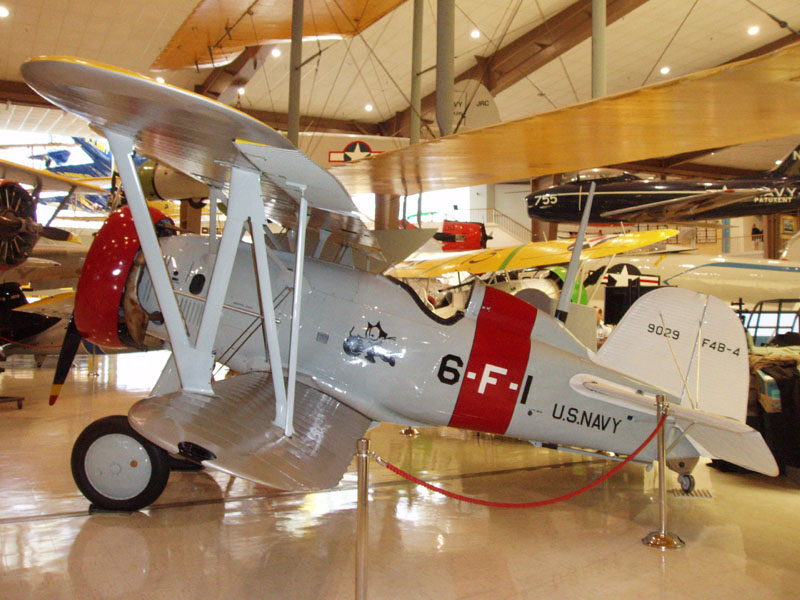
P12-F restaurato come F4B-4 del VF-6 in mostra la Naval Aviation Museum di Pensacola.

- F4B-4, numero di costruzione 1757, in mostra nella galleria "Sea-Air Operations" del National Air and Space Museum in Washington. Il velivolo in mostra è dipinto con le insegne del Marine Fighting Squadron 10 e ha prestato servizio con questo reparto fino al luglio del 1933.[30]
- Model 100, numero di costruzione 1143, codice N872H, versione commerciale del F4B-1 (in origine l'esemplare venduto alla Pratt & Whitney),  è in mostra al Museum of Flight di Seattle, Washington. Il velivolo fu restaurato e rimesso in condizioni di volare nel 1977 ricevendo la colorazione e le insegne di un P-12 dell'U.S. Army Air Corps.[31]

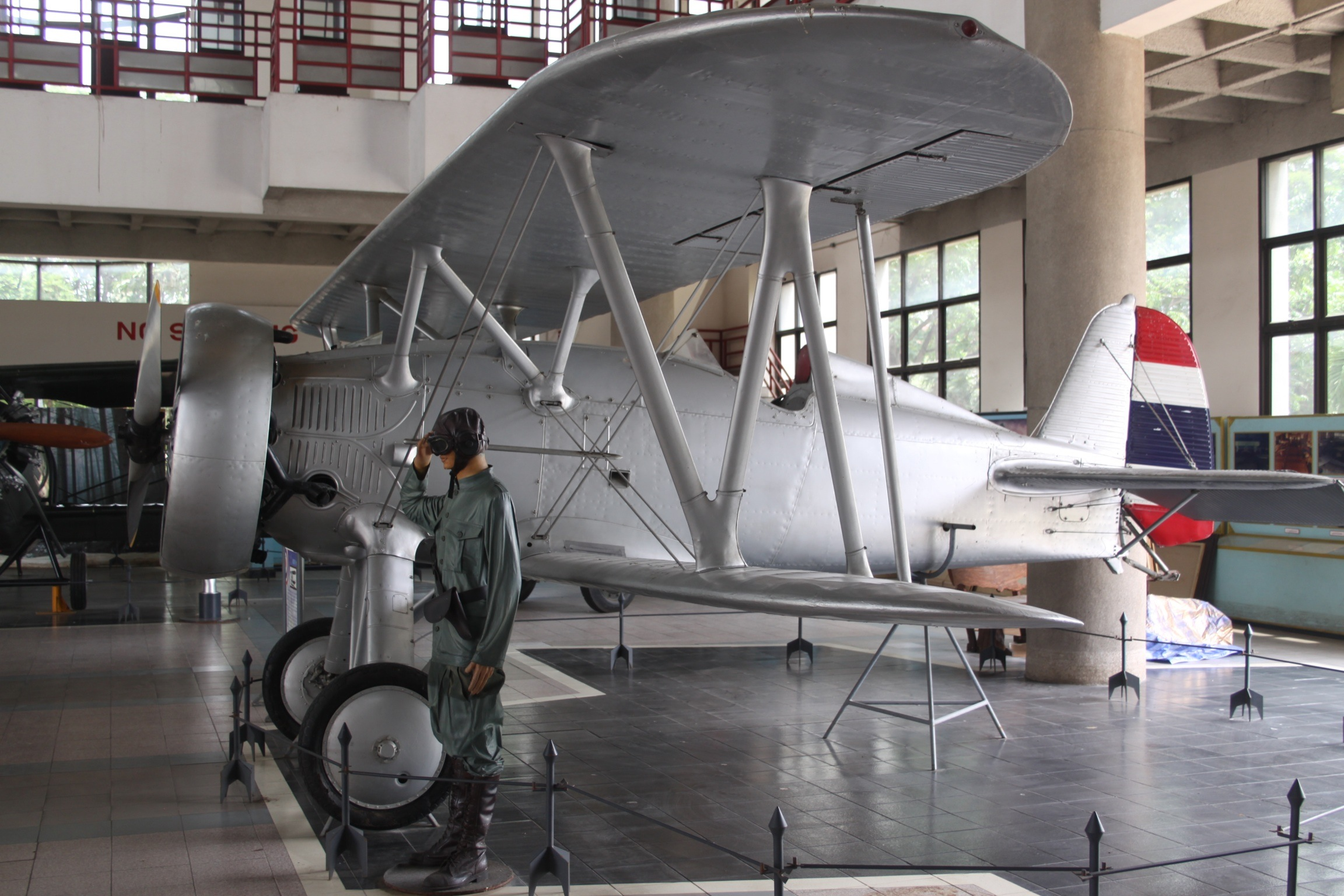
Boeing P-12E Royal Thai Air Force Museum di Bangkok.

- Model 100E (versione esportazione del P-12E) in mostra al Royal Thai Air Force Museum di Bangkok. Si tratta di uno dei due modelli (numero di costruzione 1488) venduti alla Royal Thai Air Force[32]

## Cultura di massa
Il Boeing Model 100 N872H ora conservato al Museum of Flight di Seattle, Washington, appare nel film The Aviator, (2004) con Leonardo DiCaprio che interpreta l'imprenditore, regista, aviatore e produttore cinematografico statunitense Howard Hughes.

### Annotazioni
1. ↑  L'abbattimento fu attribuito al tenente Nokiji Ikuta
2. ↑  Affiancata alla base dell'U.S. Navy di Anacostia.
3. ↑  Identificati dalla Boeing come Model 102

### Fonti
1. ↑  Bowers e Morgan, p. 162.
2. ↑  Davis, p. 17.
3. 1 2 3  Bowers e Morgan, p. 168.
4. ↑  Bowers e Morgan, p. 166.
5. ↑  Lednicer, in "The incomplete guide to airfoil usage".
6. ↑  The Air Battle over Shanghai - 1932, in "www.republicanchina.org".
7. ↑  Davis,  p. 34.
8. ↑  Bowers, p. 193.
9. ↑  Bowers, p. 173.
10. ↑  Fabbri, p. 127.
11. ↑  Fabbri, p. 128.
12. 1 2  Boeing P-12, in "www.historyofwar.org".
13. ↑  Bowers, p. 175.
14. ↑  Bowers e Morgan, p. 169.
15. ↑  Bowers e Morgan, p. 170.
16. ↑  Davis, p. 18.
17. ↑  Bowers e Morgan, p. 179.
18. ↑  Davis, p. 21.
19. ↑  Davis, p. 27.
20. ↑  Bowers e Morgan, p. 181.
21. 1 2  Davis, p. 33.
22. ↑  Davis, p. 34.
23. ↑  Bowers e Morgan, p. 189.
24. ↑  Bowers, p. 171.
25. ↑  Bowers, p. 176.
26. ↑  Bowers, p. 180.
27. ↑  Boeing P-12E, in "National Museum of the US Air Force".
28. ↑  Airframe Dossier - Boeing P-12E, s/n 32-0017, in "Aerial Visuals".
29. ↑  Airframe Dossier - Boeing P-12F, s/n 32-92, in "Aerial Visuals".
30. ↑  Boeing F4B-4, in "National Air and Space Museum".
31. ↑  Boeing 100/P-12/F4B, in "The Museum of Flight".
32. ↑  Airframe Dossier - Boeing F4B, c/n 1488, in "Aerial Visuals".
33. ↑  The Aviator, in "The Internet Movie Plane Database".

### Periodici
- Boeing single-seater fighters, in Flight, Sutton, Surrey (UK), Reed Business Information Ltd, 14 giugno 1934,  p. 593. URL consultato il 15 settembre 2012.